# Oficina de Personal del Ejército (Wehrmacht)
La Oficina de Personal del Ejército (en alemán: Heeres Personal Amt, (HPA) Heerespersonalamt o Heeres Personalamt) fue una agencia militar alemana formada en 1920 y encargada de los asuntos de personal de todos los oficiales y cadetes del ejército de la Reichswehr y más tarde de la Wehrmacht. Con el aumento del reclutamiento de oficiales en 1935 y especialmente en la Segunda Guerra Mundial, se le asignaron múltiples tareas nuevas. Las crecientes demandas llevaron a numerosos cambios organizacionales. 
En octubre de 1942, el mayor general Rudolf Schmundt se convirtió en el nuevo jefe de la HPA. Después de su muerte por las heridas recibidas durante el intento de asesinato de Hitler del 20 de julio de 1944, el general Wilhelm Burgdorf asumió la función. 
La agencia tenía varios departamentos (Abteilung).
- Abteilung P 1: Planificación de recursos humanos, gestión de personal de los oficiales
- Abteilung P 2: asuntos disciplinarios de los oficiales
- Abteilung P 3: Dotación de personal de los funcionarios del Estado Mayor; transferido al departamento central del Estado Mayor del Ejército en 1935
- Abteilung P 4: Gestión de personal de los funcionarios de las carreras especiales; pasó a llamarse P 3 el 1 de abril de 1939
- Abteilung P 5: Orden, condecoraciones y premios